# Bulancak
Bulancak ist eine türkische Küstenstadt am Schwarzen Meer und zugleich Verwaltungszentrum des gleichnamigen Landkreises in der Provinz Giresun. Die Stadt liegt ca. 15 km westlich der Provinzhauptstadt Giresun. Die im Stadtlogo manifestierte Jahreszahl (1887) dürfte ein Hinweis auf das Jahr der Erhebung zur Stadtgemeinde (Belediye) sein.

## Landkreis
Der Landkreis Bulancak grenzt an den zentralen Landkreis (Merkez) im Osten und an den Kreis Piraziz im Osten, im Südwesten an die Provinz  Ordu. Seine Bevölkerungsdichte liegt über dem Provinzdurchschnitt von 64,4 Einw./km². Der Fluss Pazarsuyu Deresi durchfließt den Landkreis in nördlicher Richtung und mündet im Schwarzen Meer.
Der Landkreis wurde 1934 gebildet und besteht neben der Kreisstadt (2020: 69,1 % der Landkreisbevölkerung) aus zwei weiteren Gemeinden (Belediye): Aydındere (2258) und Kovanlık (2782 Einw.). Des Weiteren existieren noch 59 Dörfer (Köy) mit durchschnittlich 274 Bewohnern, von denen Pazarsuyu, östlich von Bulacak, mit 996 Einwohnern das größte ist. Das Dorf Arifli (2017: 368 Einw.) ist seit 2018 das 17. Stadtviertel (Mahalle) der Kreisstadt (2020: 463 Einw.).

## Sport
In Bulancak ist seit seiner Gründung im Jahr 1926 der Fußballverein Bulancakspor beheimatet, der in der Saison 2014/15 in der fünftklassigen Bölgesel Amatör Lig, der höchsten Amateurklasse im türkischen Fußball, spielte.